# محمد میرنقیبی
محمد میر نقیبی (۱۲ اسفند ۱۳۰۲ مشهد – ۱۳۸۲، تهران)، آهنگساز، نوازندهٔ ویولون، سرپرست برنامه گلها در رادیو و بنیان‌گذار برنامه تکنوازان بود.
محمد میرنقیبی ناظم هنرستان موسیقی نیز بود و بعد از استعفای داوود پیرنیا، به مدت شش سال برنامه گلها را سرپرستی کرد. وی با بنیان‌گذاری برنامهٔ تکنوازان، موجب به یادگار ماندن گنجینه آثاری بسیار ارزشمند، از استادان موسیقی سنتی ایران شد که قطعاً امروزه از مهم‌ترین راهنماهای هنرجویان موسیقی سنتی است. خود میرنقیبی در جایی گفته: وقتی برای اولین بار در کلاس سرود موسیقی دبستان و آقای زرین فر بودم تأثیرشگرفی در من گذاشت و از آن پس رغبت خاصی به این ساز پیدا کردم پس از آموختن چند درس مقدماتی نزد آقای زرین فر به دلایلی که یادم نمی‌آید کلاس ایشان را ترک گفتم و در سال ۱۳۲۴ عازم تهران شدم و به کلاس استاد حسین صبا راه یافتم.
از میرنقیبی آثار فراوانی بجای مانده است که از جمله آن‌ها می‌توان به آهنگ "رقص نگاه" در مایهٔ دشتی اشاره نمود. این آهنگ را دلکش خواننده پرقدرت و توانای آن  دوران در اواسط دهه چهل خورشیدی همراه ارکستر بزرگ رادیو ایران جاودانه کرده‌است.         
وی سال ۱۳۸۲ در تهران درگذشت و در قطعه هنرمندان بهشت زهرا به خاک سپره شد.